# Foukaná izolace
Foukaná izolace je stavební materiál, který se aplikuje foukáním hadicí do konstrukce stavby. Nejčastěji se jedná o celulózovou nebo minerální izolační hmotu (je možné se setkat i s pojmy foukaná celulózová izolace, skelná nebo čedičová izolační hmota). Tato izolace se vyrábí z výběrového recyklovaného papíru nebo z vyvřelé horniny (odtud je v označení materiálů používáno slovo magma). Speciálním zpětným rozvlákněním papíru vzniká tzv. foukaná celulózová izolace. Díky vytahování jemných vláken z horniny vzniká minerální vata. Správně ošetřená foukaná izolace nesléhá, nenavlhá, nehoří a má velmi dlouhou životnost.

## Proč název foukaná izolace
Samotné označení foukaná izolace říká, jak je celulózová nebo minerální vlna aplikována. Hadicí se ze speciálního přístroje, který je umístěn na nákladním voze, žene materiál do izolovaného prostoru. Odborný pracovník tak vždy může foukat na konkrétní místo – může se jednat například o podlahu na půdě nebo různé typy dutin (vodorovné, šikmé nebo svislé). 

## Výhody foukané izolace
Foukaná izolace nabízí velkou řadu výhod např. oproti deskovým izolacím, které se zdají být levnější. Nejdůležitější u foukané izolace je dodržení správné objemové hmotnosti při aplikaci dle pokynů výrobce. K přednostem patří také dlouhá životnost izolačního materiálu a záruka odborného provedení vlastní aplikace. Vlákna jsou stejnoměrně nafoukána na všechna místa bez mezer a spár. Díky kompaktnosti izolační vrstvy nemusí mít uživatel obavu z výskytu tepelných mostů, což není u izolantů v deskové podobě prakticky dosažitelné.
Mezi hlavní výhody patří:
- oproti aplikaci deskových izolací neplatíte za odřezky, které vznikají při úpravě desek
- v ceně izolace je většinou obsažena také práce
- vysoká účinnost zateplení domu
- izolace vyplní všechen izolovaný prostor i jinak nedostupná místa – jednoduché i složité konstrukce
- správně ošetřená foukaná izolace má vysokou požární odolnost
- izolace z minerálu má nejvyšší reakci na oheň - A1 - zvyšuje bezpečnost pro případ požáru
- celulóza nebo minerální vlna nepodléhá vlhkosti, plísni ani hnilobě
- foukaná izolace se fouká za běžného provozu domácnosti, není ani třeba příliš vyklízet izolovaný prostor
- nevzniká odpad
- realizace je rychlá (zateplení během cca 3 hodin) a čistá
- izolace střechy chrání proti zimě i letnímu slunci

## Nevýhody foukané izolace
- u foukání izolace do volného prostoru se na všech místech těžko ověřuje tloušťka izolace
- celulózová izolace vykazuje určitou míru sesedání, což může být problém zejména u svislých konstrukcí[1]

## Foukanou izolaci je možné použít v následujících objektech
- Novostavby všech typů
- Rekonstrukce – rodinné domy, panelové domy, sportovní a historické objekty
- Domy s dutým trámovým stropem
- Domy s vazníkem
- Pultové, rovné střechy
- Domy typu okál
- Výrobní haly, zemědělské a průmyslové objekty